# Chim lia
Menuridae là một họ chim đơn chi, chỉ bao gồm chi Menura, chi này có hai loài.
Chúng đáng chú ý nhất vì khả năng bắt chước tuyệt vời các âm thanh tự nhiên và nhân tạo từ môi trường của chúng, và vẻ đẹp nổi bật của cái đuôi khổng lồ của con chim trống khi tán tỉnh chim mái. Chúng có những chùm lông đuôi màu trung tính độc đáo và là một trong những loài chim bản địa nổi tiếng nhất của Úc.

## Các loài
- Menura alberti Bonaparte, 1850
- Menura novaehollandiae Latham, 1802